# 洛蒂維爾 (佛羅里達州)
洛蒂維爾（英語：Lottieville）是位於美國佛羅里達州吉爾克里斯特縣的一個人口普查指定地區。

## 地理
洛蒂維爾的座標為29°36′43″N 82°53′53″W / 29.61194°N 82.89806°W，而該地最高點為海拔高度13米（即43英尺）。

## 人口
根據2010年美國人口普查的數據，洛蒂維爾的面積為5.00平方千米，當中陸地面積為5.00平方千米，而水域面積為5.00平方千米。當地共有人口500人，而人口密度為每平方千米100人。